# Elena Valenciano
Pour les articles homonymes, voir Valenciano.
María Elena Valenciano Martínez-Orozco, née le 18 septembre 1960 à Madrid, est une personnalité politique espagnole du Parti socialiste ouvrier espagnol (PSOE).

## Biographie
Après avoir obtenu son baccalauréat au Lycée français de Madrid, Elena Valenciano fait des études sans finaliser en droit et science politique à l'université complutense de Madrid. À 19 ans, elle adhère aux Jeunesses socialistes d'Espagne puis, un an plus tard, au Parti socialiste ouvrier espagnol. En mars 2000, elle est nommée à la Commission exécutive provisoire (Gestora) dirigée par Manuel Chaves et chargée d'organiser le XXXVe Congrès fédéral du PSOE après la défaite historique des socialistes aux législatives et la démission de Joaquín Almunia. À la suite de ce congrès, elle est élue membre du Comité fédéral (parlement) du parti.
Députée européenne depuis 1999, réélue en 2004, elle est nommée secrétaire aux Relations internationales dans la Commission exécutive fédérale du Parti socialiste par José Luis Rodríguez Zapatero en 2007, devenant également porte-parole des députés élus en Espagne au sein du groupe du Parti socialiste européen. Lors des élections générales du 9 mars 2008, elle est élue représentante de Madrid au Congrès des députés.
Le 6 juillet 2008, à l'occasion du XXXVIIe Congrès fédéral du PSOE, elle est confirmée dans ses fonctions exécutives, avec le titre de secrétaire à la Politique internationale et à la Coopération.
À l'occasion des élections générales de 2011, Elena Valenciano est nommée directrice de la campagne d'Alfredo Pérez Rubalcaba.
Le 5 février 2012, à l'occasion du XXXVIIIe Congrès fédéral du PSOE, elle devient vice-secrétaire générale du PSOE, fonction auparavant occupée par José Blanco.